# Grammia cervinoides
Grammia cervinoides là một loài bướm đêm thuộc phân họ Arctiinae, họ Erebidae.